# Mr. Big (Mr. Big)
Mr. Big  è il primo album in studio del gruppo musicale statunitense Mr. Big, pubblicato il 20 giugno 1989 dalla Atlantic Records.

## Tracce
1. Addicted to That Rush – 4:46 (Paul Gilbert, Billy Sheehan, Pat Torpey)
2. Wind Me Up – 4:11 (Eric Martin, Gilbert, Torpey)
3. Merciless – 3:57 (Gilbert, Martin, Torpey)
4. Had Enough – 4:57 (Sheehan)
5. Blame It on My Youth – 4:14 (Gilbert, Martin, Sheehan)
6. Take a Walk – 3:57 (Gilbert, Martin, Sheehan)
7. Big Love – 4:49 (Martin)
8. How Can You Do What You Do – 3:58 (Jonathan Cain, Martin)
9. Anything for You – 4:37 (Gilbert, Martin, Sheehan)
10. Rock & Roll Over – 3:50 (Martin)
11. 30 Days in the Hole (cover degli Humble Pie) – 4:12 (Steve Marriott)

## Formazione
Mr. Big
- Eric Martin – voce
- Paul Gilbert – chitarre, cori
- Billy Sheehan – basso, cori
- Pat Torpey – batteria, cori

Produzione
- Kevin Elson – produzione, ingegneria del suono, missaggio
- Tom Size, Wally Buck – ingegneria del suono (assistenti)
- Bob Ludwig – mastering presso il Masterdisk di New York